# Antonella Confortola Wyatt
Antonella Confortola Wyatt, född den 16 oktober 1975, är en italiensk längdåkare som tävlat i världscupen sedan 1993.
Confortolas främsta meriter både i världscupen och i mästerskapssammanhang har kommit i stafett. I världscupen är Confortolas bästa individuella resultat en sjätte plats på 15 kilometer.
Confortola har deltagit i tre olympiska spel och hennes bästa resultat är bronset med det italienska stafettlaget vid OS 2006 på hemmaplan. Individuellt är hennes bästa placering en 16:e plats på 15 kilometer vid OS 2002. Confortola har även två medaljer från VM, båda i stafett.